# Union Station (Chicago)
 For alternative betydninger, se Union Station. (Se også artikler, som begynder med Union Station)
Union Station er en stor jernbanestation, der åbnede i 1925 i Chicago i USA, som erstatning for en stationsbygning fra 1881.  Den er nu den eneste intercitystation i Chicago, samt byens primære pendlerstation.  Stationen ligger på den vestlige side af Chicago River, mellem Adams Street og Jackson Street, lige uden for Chicago Loop.  Medregnet tilkørsels- og rangerspor, fylder stationen 9½ karrér.  De fleste af stationens faciliteter er nedgravet, beliggende næsten udelukkende under gader og skyskrabere.
- En af de to store trapper, hvor berømte filmscener som i fx De uovervindelige blev indspillet.
- Den store hal.
- En smal perron.
- Lake Shore Limited bakker ind til stationen.